# Siedlce
Siedlce (oroszul Седлец) város Lengyelország keleti részén, a Muchawka és a Helenka folyók között. A lakosság számát tekintve 48. Lengyelországban. Egyházmegyei székhely. A város gazdasági, katonai és kulturális központ.

## Helyzete
Siedlce a siedlcei fennsíkon terül el, mely a Dél-Podlasiei síkság része. Területe 3186 ha.

### Kerületek

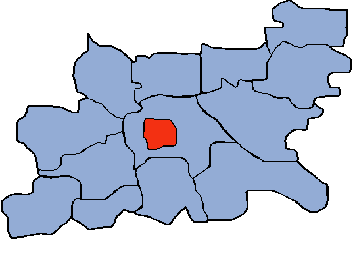
Siedlce helye a siedlcei járásban

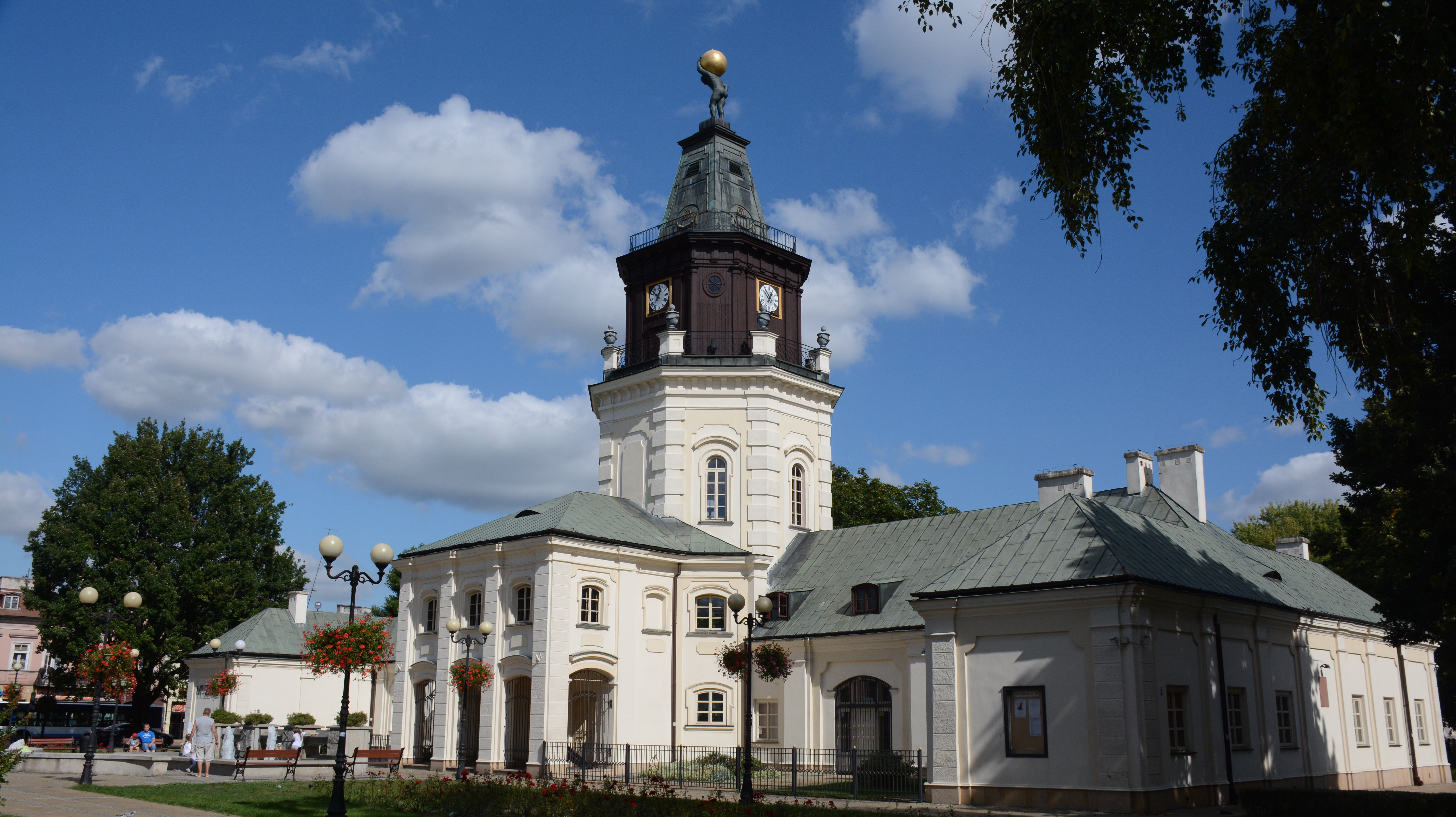
Városháza

## Városrészek

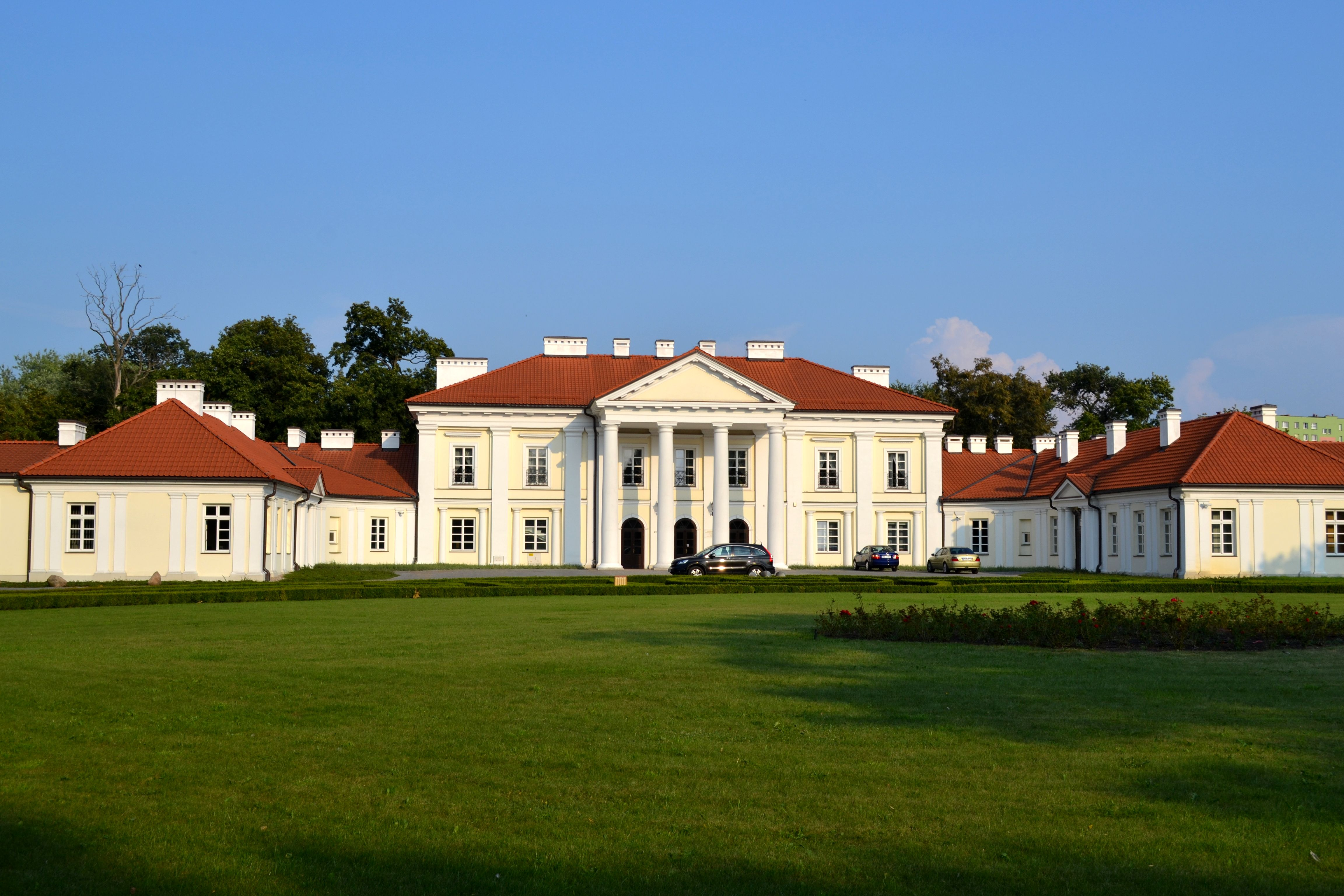
Palota

### Lakótelepek
- Błonie lakótelep
- Czerwonego Krzyża (Vörös kereszt) lakótelep
- Młynarska lakótelep
- Nad Zalewem lakótelep
- Ogrody lakótelep
- Orlicz-Dreszera lakótelep
- Panorama lakótelep
- Reymonta lakótelep
- Roskosz lakótelep
- Rynkowa lakótelep
- Skarpa lakótelep
- Sulimów lakótelep
- Topolowa lakótelep
- Tysiąclecia (Millenniumi) lakótelep
- Warszawska lakótelep
- Wyszyńskiego lakótelep
- Żwirowa lakótelep
- Żytnia lakótelep

## Fordítás
- Ez a szócikk részben vagy egészben a Siedlce című lengyel Wikipédia-szócikk ezen változatának fordításán alapul.  Az eredeti cikk szerkesztőit annak laptörténete sorolja fel. Ez a jelzés csupán a megfogalmazás eredetét és a szerzői jogokat jelzi, nem szolgál a cikkben szereplő információk forrásmegjelöléseként.